# Édition Peters
Pour les articles homonymes, voir Peters.
Édition Peters est un éditeur de musique classique fondé en 1800 à Leipzig, en Allemagne. Le groupe d'Édition Peters (Edition Peters Group) a été formé en août 2010 et se compose de Peters Royaume-Uni, Peters Allemagne et Peters États-Unis.

## Histoire
La société est fondée le 1er décembre 1800, lorsque le compositeur viennois, Franz Anton Hoffmeister (1754–1812) et l'organiste local, Ambrosius Kühnel (1770–1813) ouvrent une entreprise commune, à Leipzig sous le nom de « Bureau de musique ». La nouvelle firme publie, grave et exécute l'impression des œuvres et un magasin de détail permet la vente de la musique imprimée et les instruments. La première musique publiée comportait des œuvres de musique de chambre de Haydn et de Mozart, avec une sélection en quatorze volumes d'œuvres pour le clavier de J. S. Bach, musicien qui a vécu et travaillé à Leipzig de 1723 à 1750, mais proche de l'oubli à cette époque. Quand Hoffmeister partit pour Vienne en 1805, la firme avait déjà publié plusieurs œuvres du nouveau compositeur viennois, Ludwig van Beethoven (opus 19-22 et 39-42). Kühnel poursuivit la publication de nouvelles œuvres, en ajoutant celles de compositeurs tels que Daniel Gottlob Türk, Václav Tomášek et Louis Spohr, qui ont tous eut une longue relation avec la société.
Après la mort de Kühnel, l'entreprise est cédée à Carl Friedrich Peters (1779–1827), un libraire de Leipzig. Malgré des difficultés découlant de la suite de la guerre de la sixième coalition et de la dépression, Peters a ajouté de nouvelles œuvres de Weber, Hummel, Klengel et Ries au catalogue et avant sa mort, son nom : « Bureau de musique C. F. Peters ». Le propriétaire suivant était un fabricant, Carl Gotthelf Siegmund Böhme (1785–1855), qui a publié de nombreuses œuvres de J. S. Bach après le regain d'intérêt pour son œuvre, avec l'aide de Carl Czerny, Siegfried Dehn, Friedrich Conrad Griepenkerl et Moritz Hauptmann. La propriété de la société a été transférée à un organisme de bienfaisance dirigé par la Ville de Leipzig, pour une courte période, entre 1855 et 1860, après la mort de Böhme.
Le 21 avril 1860, la société a ensuite été vendue à un libraire de livre et de musique de Berlin, Julius Friedländer. En 1863, Friedländer a pris un partenaire, le Dr. Max Abraham (1831–1900). Abraham apporte des nombreuses améliorations à l'impression de la musique, introduites par le graveur de Leipzig, Gottlieb Röder, et a lancé la collection bon marché « Édition Peters » en 1867. Cette série se trouve en concurrence avec la collection similaire de Breitkopf & Härtel intitulée Volksausgabe (« édition populaire »), lancée en même temps. Deux couleurs ont été utilisées pour les couvertures de cette collection peu coûteuse : vert clair, pour les œuvres anciennes de compositeurs non touchés par les restrictions du droit d'auteur ; et rose pour les nouvelles œuvres acquises par Peters (ou sous licence à d'autres éditeurs). En 1880, l'année où Max Abraham prend la direction, Peters commence à publier de nouvelles œuvres de compositeurs contemporains de l'époque. En 1900, de nouvelles œuvres de compositeurs tels que Brahms, Bruch, Grieg, Köhler, Moszkowski, Reger, Sinding et Wagner sont au catalogue.
Le successeur d'Abraham est son neveu, Henri Hinrichsen (1868–1942), qui ajoute des œuvres de Mahler, Pfitzner, Reger, Schoenberg et Hugo Wolf. Les œuvres de Richard Strauss, qui ont été publiées à l'origine par Joseph Aibl (plus tard, Universal Edition) sont acquises par Hinrichsen pour Peters, en 1932. Les fils d'Hinrichsen, Max (1901–1965), Walter (1907–1969) et Hans-Joachim (1909–1940) sont tous entrés dans l'entreprise dans les années 1930.
À la suite de l'avènement du régime nazi en Allemagne, Max Hinrichsen déménage à Londres, où, en 1938, il fonde l'Édition Hinrichsen (renommé Édition Peters Londres, en 1975) et son frère Walter, s'installe à New York où il fonde C. F. Peters Corp. en 1948. En 1940, le régime nazi force Henri et Hans-Joachim Hinrichsen, à céder les rênes de la société à Johannes Petschull (1901–2001), qui plus tard en 1950, établit la société à Francfort, en partenariat avec les héritiers Hinrichsen, Walter et Max Hinrichsen.
En dépit des dégâts similaires que les autres éditeurs de Leipzig lors des bombardements alliés de l'Allemagne pendant la guerre, la maison de Leipzig rouvre en 1947 et est transférée à la propriété de l'État du gouvernement est-allemand en 1949. Son premier directeur fut Georg Hillner, auquel succède le musicologue Bernd Pachnicke en 1969. Pendant l'ère communiste, Peters Leipzig, édite des œuvres contemporaines de compositeurs tels que Paul Dessau, Hanns Eisler et Christian Geisler avec des compositeurs soviétiques, dont Khachaturian et Chostakovitch, outre un certain nombre d'éditions urtext, d'œuvres de Beethoven, Chopin, Fauré, Mahler, Scriabine, Vivaldi et parmi d'autres. Après la réunification allemande en 1989, la branche de Leipzig est absorbée par la firme de Francfort, qui avait acquis les catalogues de Mitrofan Belaïev en 1971, Schwann en 1974 et C. F. Kahnt en 1989.
La Peters Edition Ltd. de Londres, le C. F. Peters Corporation de New York, le C. F. Peters Musikverlag de Francfort et la société de Leipzig Édition Peters, ont fusionné en août 2010 sous l'appellation de Edition Peters Group. En juillet 2014, le siège est transféré de Francfort à Leipzig.